# Birkenhof (Bennungen)

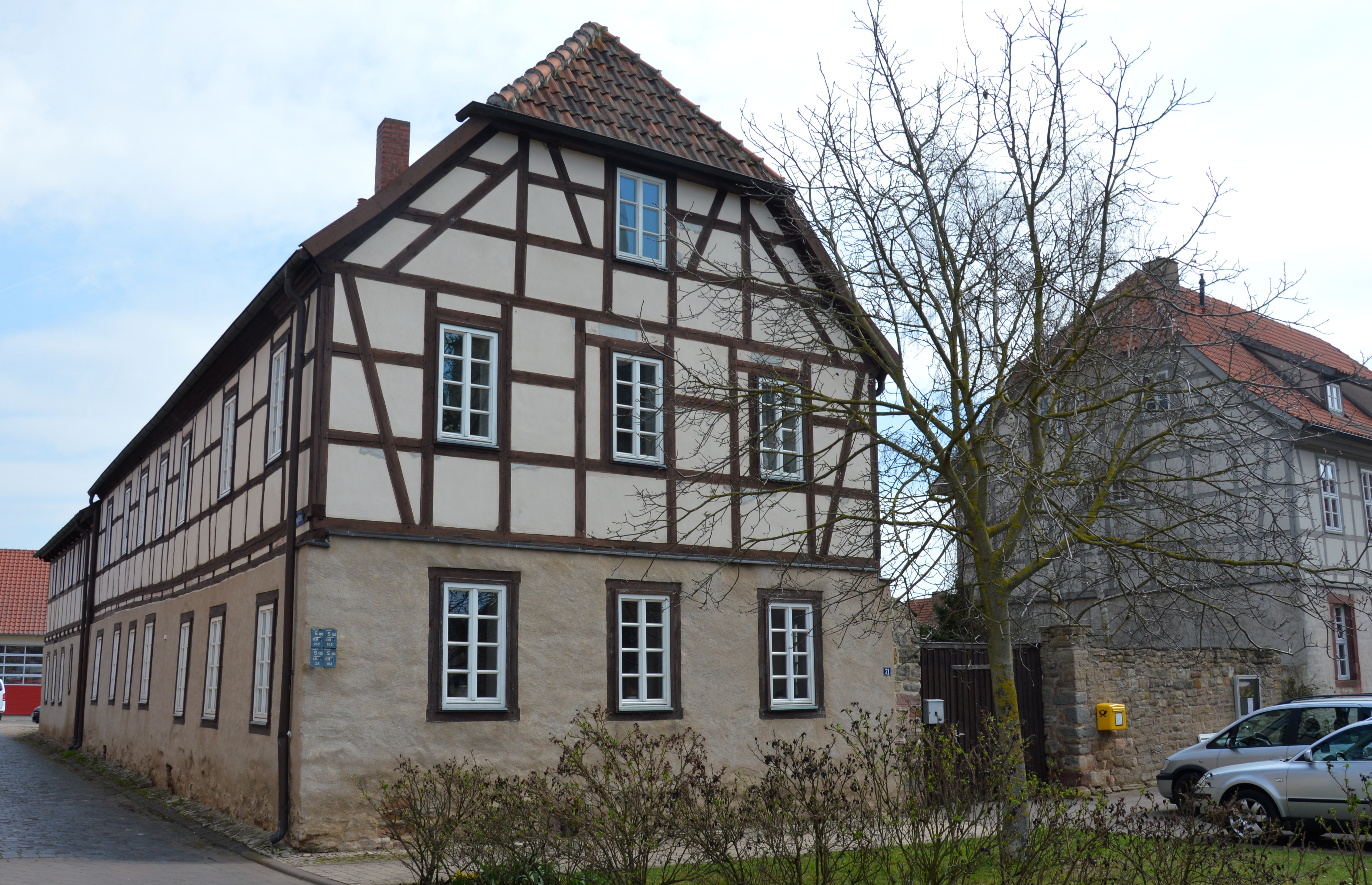
Birkenhof

Der Birkenhof ist ein denkmalgeschütztes Wohnhaus in Bennungen in der Gemeinde Südharz in Sachsen-Anhalt.

## Lage
Es befindet sich im südlichen Teil des Dorfes, an der Adresse Kirchplatz 71, nordöstlich der Sankt-Johannes-Kirche in einer Ecklage an der Einmündung der Brauhausgasse auf den Kirchplatz. In der Vergangenheit wurde auch die Adressierung Breite Straße 71 verwendet.

## Architektur und Geschichte
Das große zweigeschossige Wohnhaus wurde wohl in der Zeit um 1786 giebelständig zum Kirchplatz hin errichtet. Es wurde aus Bruchsteinen und in Fachwerkbauweise gebaut. Ein Nebengebäude ist angefügt. Ende des 20. Jahrhunderts bestand eine Nutzung als Post, derzeit (Stand 2017) wird es als Wohnhaus genutzt. und gehörte ursprünglich zu einem größeren Hof.
Im örtlichen Denkmalverzeichnis ist das Wohnhaus seit dem 24. August 1995 unter der Erfassungsnummer 094 83390 als Baudenkmal verzeichnet. Es gilt als kulturell-künstlerisch sowie städtebaulich bedeutsam.